# درع بشري

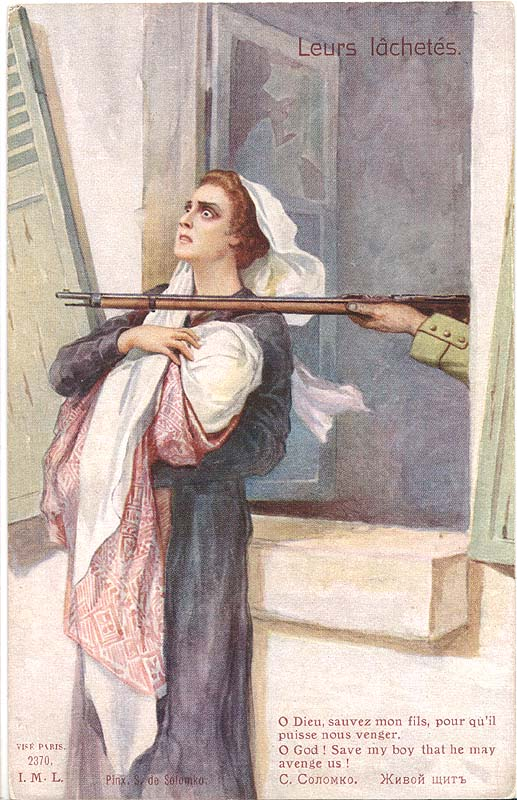
بطاقة حرب بريدية من قِبل سيرجي سولومكو تُصوّر استعمال جندي يحملُ بندقيّة سيّدةً كدرعٍ بشريّة

الدرع البشري هو مصطلحٌ عسكري وسياسي يصفُ التنسيب المُتعمَّد لغير المقاتلين في أو حول الأهداف القتالية لردع العدو من مهاجمة بعض الأهداف. قد يُشير هذا المصطلح أيضًا إلى استخدامِ الأشخاص في حماية المحاربين أثناء الهجمات، وذلك بإرغامهم على السير أمام المقاتلين.
يعتبر استخدام هذا التكتيك جريمة حرب من جانب الدول الأطراف في اتفاقيات جنيف لعام 1949، والبروتوكول الإضافي الأول لعام 1972 من اتفاقيات جنيف، ونظام روما الأساسي للمحكمة الجنائية الدولية لعام 1998.
الدروع البشرية قديمة قِدم الحروب، وقِدم المواقف غير الأخلاقية فيها، لكنَّ أقدم وقائع عسكرية ذُكرت فيها تعود للقرن الـ 18، فقد استَخدمت القوات البريطانية-الأميركية بعض اليسوعيين – الذين كانوا أسرى لديها – دروعًا بشرية في هجومها على قلعة شامبيلي الخاضعة للجيش الفرنسي في منطقة كبيبك بكندا. ومع تقدم القوات المهاجمة امتنعت الحامية الفرنسية في شامبيلي عن إطلاق النار، واكتفت القوات الأميركية-البريطانية بحصارِ القلعة لتبدأ مفاوضات انتهت بمغادرة آخر جندي فرنسي لأميركا الشمالية في أواخر 1760.
شهدت الحرب العالمية الثانية هي الأخرى استخدام الدروع البشرية على نطاقٍ واسعٍ، ومن أمثلة ذلك ما حصل عام 1940 عندما استَخدمت القوات الألمانية مئات المدنيين والأسرى دروعًا بشرية لتغطية تقدم مدفعيتها على قاطع «بيفري لي بيتين» في منطقة كالي. وخلال انتفاضة وارسو لم يتردد الجيش الألماني في استخدام مئات المدنيين وأسرى الحرب دروعًا بشريةً في مواجهة الانتفاضة.